# Кортеж (информатика)
Кортеж — упорядоченный набор фиксированной длины.

## В математике
Пусть даны множества {\displaystyle A_{1},A_{2},\ldots ,A_{n}}, не обязательно различные.
Тогда корте́ж длины n, упорядоченный набор длины n, упорядоченный n-набор или n-ка — упорядоченная последовательность из n элементов {\displaystyle x_{1},x_{2},\ldots ,x_{n},} где {\displaystyle x_{i}\in A_{i}} для {\displaystyle 1\leqslant i\leqslant n.} Кортеж обозначается перечислением координат в угловых или круглых скобках:
{\displaystyle \langle x_{1},x_{2},\ldots ,x_{n}\rangle }
или
{\displaystyle (x_{1},x_{2},\ldots ,x_{n}).}
Элемент {\displaystyle x_{i}} называется i-й координатой (проекцией, компонентой) кортежа {\displaystyle \langle x_{1},x_{2},\ldots ,x_{n}\rangle .}
Число n называют длиной или размерностью кортежа.
Два кортежа равны, если равны их длины и соответствующие элементы:
{\displaystyle \langle a_{1},\ldots ,a_{n}\rangle =\langle b_{1},\ldots ,b_{n}\rangle ,} если {\displaystyle a_{i}=b_{i},i={\overline {1,n}}.}
Пример кортежа — арифметический вектор.
Декартово произведение n множеств — множество всех кортежей длины n, координаты которых взяты из этих множеств:
{\displaystyle A_{1}\times \ldots \times A_{n}=\{\langle x_{1},\ldots ,x_{n}\rangle \mid x_{i}\in A_{i},i={\overline {1,n}}\}.}
Кортежи длины 2, 3, 4, 5, … также носят названия «упорядоченная пара», «упорядоченная тройка», «упорядоченная четвёрка», «упорядоченная пятёрка» и т. д.

### Определения в теории множеств
В рамках теории множеств кортежи можно индуктивно поставить в соответствие множествам, например, следующим образом:
- {\displaystyle \langle \rangle \rightleftharpoons \emptyset ,}
- {\displaystyle \langle x_{1}\rangle \rightleftharpoons x_{1},}
- {\displaystyle \langle x_{1},x_{2}\rangle \rightleftharpoons \{\{x_{1}\},\{x_{1},x_{2}\}\},}
- {\displaystyle \langle x_{1},x_{2},x_{3}\rangle \rightleftharpoons \langle \langle x_{1},x_{2}\rangle ,x_{3}\rangle ,}
- {\displaystyle \langle x_{1},x_{2},x_{3},x_{4}\rangle \rightleftharpoons \langle \langle x_{1},x_{2},x_{3}\rangle ,x_{4}\rangle ,\ldots }
- {\displaystyle \langle x_{1},\ldots ,x_{n}\rangle \rightleftharpoons \langle \langle x_{1},\ldots ,x_{n-1}\rangle ,x_{n}\rangle .}

### Определение других объектов через кортежи
Многие математические объекты формально определяются как кортежи. Например, ориентированный граф определяется как пара {\displaystyle \langle V,E\rangle ,} где V — это множество вершин, а E — подмножество пар в {\displaystyle V\times V,} соответствующих дугам графа. Точка в n-мерном пространстве действительных чисел определяется как кортеж длины n, составленный из элементов множества действительных чисел.
Ориентированный мультиграф со множеством вершин V, множеством дуг E и отношением инцидентности {\displaystyle P\subseteq V\times E\times V} может быть определён как упорядоченная тройка {\displaystyle \langle V,E,P\rangle ,} причём {\displaystyle \langle a,e,b\rangle \in P} тогда и только тогда, когда дуга e выходит из вершины a и заходит в вершину b.

## В программировании
В некоторых языках программирования, например, Python или ML, кортеж как тип данных встроен в язык.
Пример использования кортежа в языке Python:
```
a
 
=
 
(
1
,
 
3.14
,
 
'cat'
)

print
(
a
[
0
])
 
# Напечатать первый элемент кортежа

```

В языках программирования со статической типизацией кортеж отличается от списка тем, что элементы кортежа могут принадлежать разным типам и набор таких типов заранее определён типом кортежа, а значит, и размер кортежа также определён. С другой стороны, коллекции (списки, массивы) имеют ограничение по типу хранимых элементов, но не имеют ограничения на длину. Так, например, в языке Rust функция может вернуть несколько значений с помощью упаковки в кортеж:
```
fn
 
div_with_remainder
(
a
:
 
i32
,
 
b
:
 
i32
)
 
->
 
(
i32
,
 
i32
,
 
String
)
 
{

    
let
 
tmp
 
=
 
(
a
/
b
,
 
a
%
b
);

    
(
tmp
.
0
,
 
tmp
.
1
,
 
format!
(
"{} + {}"
,
 
tmp
.
0
,
 
tmp
.
1
))

}

let
 
(
res
,
 
rem
,
 
repr
)
 
=
 
div_with_remainder
(
5
,
2
);

```

В функциональных языках некаррированные функции нескольких аргументов принимают параметры в виде одного аргумента, являющегося кортежем.
В языке C++ поддержка кортежей реализована как шаблон класса std::tuple (начиная с C++11) и в библиотеке Boost Tuple Library.
Кортеж является стандартным типом в платформе .NET начиная с версии 4.0.

### В базах данных
В реляционных базах данных кортеж — это элемент отношения. Для N-арного отношения кортеж представляет собой упорядоченный набор из N значений, по одному значению для каждого атрибута отношения, то есть запись (строку) таблицы, если использовать наиболее популярное представление (графическую/физическую интерпретацию) отношения как таблицы.